# 백매순
백매순(白昧淳, ?~?)은 백제의 노반(鑪盤) 기술자로, 관등은 장덕(將德)이다.

## 생애
백매순(白昧淳)은 588년(백제 위덕왕 35) 노반박사(鑪盤博士)로 은솔(恩率) 수신(首信), 덕솔(德率) 개문(蓋文), 나솔(那率) 복부미신(福富味身) 등 수신사(修信使)의 일행으로 사공(寺工), 와박사(瓦博士), 화공(畵工), 서인(書人) 양고(陽古)와 함께 왜로 건너갔다.
노반(鑪盤)은 노반(露盤) 또는 누반(鏤盤)이라고도 하는, 불탑의 상륜부(相輪部)를 말하는데, 노반박사(鑪盤博士)는 탑의 건립을 담당하는 주조 기술자였다.
『일본서기』에 따르면, 백제는 588년(위덕왕 35)에 당시 일본의 대신(大臣)이며 숭불론자였던 소가씨(蘇我氏) 소가노 우마코(蘇我馬子, ? ~ 626년)의 요청으로, 백제국사(百濟國師) 혜총(惠總), 승려 영근(令斤), 혜식(惠寔)을 비롯하여 사공(寺工) 태량미태(太良未太)와 문고고자(文賈古子), 노반박사 장덕(將德) 백매순(白昧淳), 와박사(瓦博士) 마나문노(麻奈文奴), 양귀문(陽貴文), 능귀문(㥄貴文), 석마제미(昔麻帝彌), 화공(畫工) 백가(白加) 등을 함께 파견하였다고 한다.

## 평가
백매순은 일본 최초의 불교 사찰이자 소가 씨(蘇我 氏)의 씨사(氏寺)로 일본 나라(奈良)시에 있는 법흥사(法興寺, 일명 비조사(飛鳥寺) 또는 원흥사(元興寺))를 함께 창건하였다. 『원흥사연기(元興寺緣起)』에 전하는 노반명(露盤銘)에는 '누반사 자매순'(鏤盤師 自昧淳)으로 기록되어 있다.

### 내용주
1. ↑   백제(百濟) 때, 16관등(官等) 중 일곱번째 등급(等級)이다.
2. ↑   '백매순'(白昧淳)의 오기로 추정된다.